# Trattato di Bučač
Il trattato di Bučač fu firmato il 18 ottobre 1672 a Buczacz (oggi Bučač, Ucraina) tra la Confederazione polacco-lituana sotto il re Michele Korybut Wiśniowiecki, che non fu in grado di formare un esercito adeguato, e da un lato l'Impero ottomano, che concluse la prima fase della guerra polacco-ottomana (1672-1676).
In base al trattato la Polonia:
- Cedette il territorio del Voivodato Podolico agli ottomani
- Accettò di pagare un tributo annuale di 22.000 talleri
- Cedette il territorio del Voivodato di Voivodato di Bracław e del Voivodato di Kiev meridionale all'Etmanato cosacco (Ucraina ottomana), che combatté al fianco degli ottomani sotto Petro Doroshenko.

Le ostilità sarebbero riprese già nella primavera del 1673 poiché il Sejmik non ratificò mai il trattato. Nel 1676 fu rivisto con il trattato di Żurawno.